# Михайловка (Шегарський район)
Миха́йловка (рос. Михайловка) — присілок у складі Шегарського району Томської області, Росія. Входить до складу Північного сільського поселення.

## Населення
Населення — 8 осіб (2010; 29 у 2002).
Національний склад (станом на 2002 рік):
- росіяни — 100 %